# Sebastiano Zametti

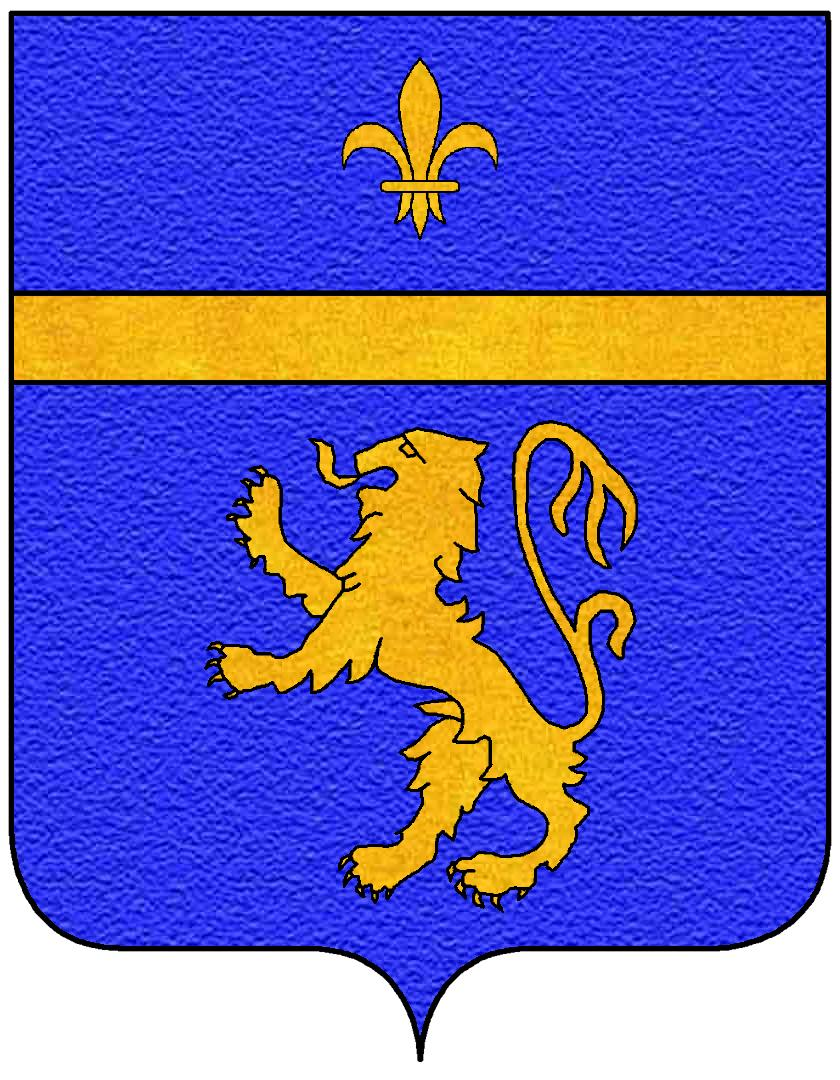
Stemma Zametti.

Sebastiano Zametti (Lucca, 1549 circa – Parigi, 14 luglio 1614) è stato un banchiere italiano naturalizzato francese col nome Sébastien Zamet, al servizio della corte di Francia.

## Biografia
Figlio di un calzolaio, forse calzolaio anch'egli, arrivò in Francia quando Caterina de' Medici si circondò di italiani che cercavano successo o carriera.
Entrò al servizio del re Enrico III come valletto e fu notato dalla corte per il suo carattere giocoso e faceto. Intelligente e disponibile, ha risposto alle richieste di ogni tipo del principe e dei grandi. Il suo talento e talvolta i suoi intrighi gli hanno permesso di fare affari, in particolare per quanto riguarda la speculazione sul sale, e, come un altro lucchese, Scipione Sardini, si arricchì notevolmente al punto che un giorno disse "signore di 1.700.000 Écu".
Se avesse saputo attirare le grazie di Enrico III, avrebbe anche mantenuto buoni rapporti con la Lega cattolica e i suoi signori, in particolare con il duca di Mayenne. Per questo, nel 1592, prese in carico i negoziati per ottenere la sua riconciliazione con il re Enrico IV. Anche se la transazione non fu completata, nel 1593 Zametti ottenne una tregua che gli valse la benevolenza di Enrico IV. Il rapporto tra i due uomini divenne sempre più stretto, per non dire familiare.
Zametti, ricco, fece costruire un palazzo privato a Parigi in rue de la Cerisaie, vicino alla Bastiglia (distrutto nel 1741). Ricevette molte persone lì, in particolare signori in cerca di incontri romantici e discreti, ma anche tutte le persone di qualità del regno.
Enrico IV andò lì quando entrò a Parigi e vi tornò ogni volta che voleva divertirsi con nuove conquiste femminili. Zametti, come sempre, rispose a tutti i desideri del re, arrivando persino a saldare gli affari di cuore o i suoi debiti di gioco, ovviamente il finanziere intelligente ricevette in cambio privilegi e incarichi.
Nel 1599 Gabrielle d'Estrées, amante e favorita del re, venuta a rinfrescarsi da Zametti nel suo edificio, morì lì per apoplessia. Si disse che fosse stata avvelenata. Anche se questa ipotesi sembra improbabile, venne alimentata, tra l'altro, dalle dichiarazioni della bellissima Gabrielle che si era lamentata, poco prima della sua morte, di essere stata avvelenata, nonché dal fatto che Maria de' Medici soggiornò nella casa quando arrivò a Parigi nel febbraio del 1600 per sposare Enrico IV.
Zamet mantenne la fiducia della regina Maria anche dopo l'assassinio di Enrico IV nel 1610. Continuò a rendergli i servizi aveva offerto tutta la sua vita ai monarchi e ai potenti.
Divenne signore di Murat e Billy, che gli permise di chiamare se stesso barone di Murat e Billy; fu consigliere del re, governatore di Fontainebleau e, infine, sovrintendente della casa della regina madre.
Nel 1601 Sebastiano Zametti divenne proprietario della tenuta Cacciabella, ereditata alla sua morte dal figlio Giovanni ed in seguito pervenuta alle famiglie bresciane Avogadro e Fenaroli nel 1747.
Sebastiano morì a Parigi il 14 luglio 1614.

## Discendenza
Sposò Madeleine Leclerc du Tremblay che gli diede due figli:
- Giovanni (1584-1622), barone di Murat e Billy, maestro di campo della Piccardia, morì nell'assedio di Montpellier l'8 settembre 1622
- Sebastiano (1580-1655), vescovo di Langres.